# Dactylodenia lebrunii
Dactylodenia lebrunii är en orkidéart som först beskrevs av E.G.Camus, och fick sitt nu gällande namn av Eduard Peitz. Dactylodenia lebrunii ingår i släktet Dactylodenia, och familjen orkidéer. Inga underarter finns listade i Catalogue of Life.